# Rodoszi Attalosz
Rodoszi Attalosz (i. e. 2. század) ókori görög csillagász és matematikus, aki Rodosz szigetén élt. Hipparkhosz kortársa volt. Aratosz Phaenomena c. művéhez írt kommentárokat. Ezekben arra törekedett, hogy tudományos érvekkel megvédje Aratosz és Eudoxosz tanait csillagász és matematikus kortársainak kritikáitól.
Bár munkája elveszett, Hipparkhosz többször említi és idézi őt műveiben. Hipparkhosz különbséget tett Attalosz és a többiek között, akik Aratosz művéhez írtak kommentárokat. Attaloszt fontos csillagásznak és matematikusnak tartotta, aki nagy tudásával és gondos munkájával kiemelkedett a többi közül.

## Külső hivatkozások
- Csillagászat az ókori Rodoszon (angol)